# Canteleux
Canteleux foi uma comuna francesa na região administrativa de Altos da França, no departamento de Pas-de-Calais. Estendia-se por uma área de 3,4 km². Em 2010 a comuna tinha 17 habitantes (densidade: 5 hab./km²).
Em 1 de janeiro de 2019, passou a formar parte da nova comuna de Bonnières.